# Съдба
Съдба е съвкупността от всички събития и обстоятелства, считани за предопределени в битието на човек, народ и т.н. и др.; предопределение на събития, действия; по-висша сила, която може да се сравни със силите на природата или божество; Древните гърци персонифицирали съдбата в Мойрите (Клото, Лахезис, Атропос), Тюхе, Ата, Адрастея, Ананке; древните римляни – в техния вариант на Мойрите – Парките (Nona, Decim, Morta); Норните са мойрите в скандинавската митология.
Съдбата е една от ключовите и универсални категории в човешката култура, митологема и онтологема описваща фундаменталните взаимоотношения между човека и света. Изразява вековния опит да се дефинират „сили, които управляват световния ред и човешкото поведение“ .
Трите основни характеристики на съдбата: тоталност, непознаваемост и независимост от човешката воля, „съдбата е нещо, което движи всичко и в същото време е непознаваемо“ . От една страна, „съдбата не се счита за никого или за нищо“, от друга страна, „съдбата, с цялото крайно отчуждение от онези, които са под нейното влияние, е въпрос за всички“. Така съдбата е външна сила, която свежда човешката личност до универсална безличност. Характеристиките на съдбата са като цяло отрицателни: мрачна, безсмислена, безмилостна, унищожителна, неизбежна, сляпа . Тези характеристики съответстват на вида на съдбата, в която се явява на човека: смърт,Страшен съд, божествена воля, сляп шанс, хаос.
Изследователите определят пет функции на съдбата: разпределител, играч, режисьор, кредитор, съдия:
- Разпределител (Дистрибутор) – това са гръцки мойри / римски парки. Те случайно и сляпо разпределят възможни варианти на живота. В действията им няма логика, но има много хаос, затова са женски образи.[3] Всеки човек получава от тях своя дял (част).
- Съдбата като играч – това също е предимно женски образ: Тюхе, Fortuna. Тя се отличава с непостоянство, случайна прищявка, избор на фаворити и нечестива подигравка с постоянни губещи. „Късметлии/ каръци“ – така човек описва влиянието върху живота на този вид съдба.
- Съдбата – Режисьор; рационална, имаща цел (сценарий) на действията си. Всеки човек получава роля от тази съдба в световната пиеса: главните роли са за героите, за посредствените – масовка. Това е предопределението.
- Съдбата – Кредитор е най-хуманна. Тук мисията е заменена от призвание, човек получава подарък с условието да се разпорежда правилно с него. Ако това се случи, съдбата е благоприятна за човека: той е изпълнил задачата си, но човекът не е губещия, защото е реализирал таланта си.
- Съдбата като съдия също съди човек по неговите действия. Това често се прави не по законите човешки, а по небесните закони, които човек не може да знае. Следователно има случаи, когато известен праведник получава наказание и грешникът получава награда. И все пак именно последните две лица на съдбата са най-съвместими със свободната воля.[5]

## Съдбата в древния Изток
Обща черта в идеите за съдбата в архаичните цивилизации на Древния Изток е слабото влияние на личностния фактор, в резултат на което човек се смята, че е до голяма степен безсилен пред съдбата, чиято власт изравнява всички.
Най-древните понятия за съдбата, които са известни днес, са записани в шумерски текстове от третото и началото на второто хилядолетие преди Христа, където се обозначава с думата nam, което може да е било свързано с „Ангел на смъртта“ (Nam-tar). Първо, съдбата е свързана със смъртта в шумерската поема „Гилгамеш и Земята на живите“. В същото време шумерите имат и позитивни идеи за съдбата (нам-ду – „благоприятна съдба“), свързани с изискването „да отговаряме на предопределената си същност, доколкото е възможно“.
В Древен Египет съдбата (шай, егип. Š3j) се смята за сигурна още от самото раждане на човека и се изразява в предварително преброени години от живота. Въпреки това египтяните смятат, че боговете по своята милост могат да преразгледат вече взети решения за съдбата на един човек („Нека бог не зачита моята съдба“ – молитва). В същото време, както и в Месопотамия, степента на благоволение на Бога зависи от самия човек, от неговия начин на живот.
Най-персонализираната съдба е при хетите. Тя била в ръцете на две богини-предачки (на нишката на живота): Истустая и Папая.. Запазен е призив към тях да удължат живота на хетския цар, който символично представлява целия народ, цялата страна.

## Съдбата в древния свят
Ключови думи за съдбата в Омировите епоси са айса и мойра (и двете в смисъл на „част/дял“), които вероятно са свързани с Минойската цивилизация – микенски хтонични божества. Смята се, че това са богини, чийто образ произхожда от древния индоевропейски обичай за тъкане на магическо облекло при раждане на дете. У Омир персонифицираните Айса и Мойра (в единствено число) стават космически божества на жребия, на чиито решения са подвластни дори върховните богове – Посейдон, Зевс, Хадес.,
При Хезиод съдбата е олицетворена от три богини: Клото преде нишката на живота, Лахезис отмерва, а Атропа я прекъсва. В лириката (най-ясно у Пиндар) Мойрите все по-често се подчиняват на волята на върховните богове, по-специално Зевс се смята за водач на Мойрите. Към обратното мнение се придържа Есхил, чиито „трилики“ Мойри и „помнещи“ Еринии управляват световната необходимост – „ананке“.
Категориите на необходимостта (ананке) и универсалната справедливост (дике) са доразвити от древниогръцките философи Талес, Анаксимандър и Парменид. Антитеза на сляпата съдба е логосът – световният разум, който според Хераклит се разпорежда с всичко. Напротив, по-късните поети (като се започне с Архилох) дават водеща роля на слепия шанс (Тюхе). В произведенията на Софокъл богинята Тюхе придобива характеристиките на неизбежното, а в елинистичната епоха е по-близо до римската Фортуна, която също е свързана с равенството, но не като воля на боговете, а като случаен жребий.

## Съдбата в представите на славяните
Поверието за разбирането на личната съдба като част (участ, рус." участь"), определено количество добро, щастие (счастья, рус.), което свише получава човек при раждането и което му се дава от общото, принадлежащо на цялото общество щастие .

## Съдбата в представите на китайците
В класическата китайска култура, концепцията на съдбата се предава с йероглифа 命 ming (мин) и е предопределението, което допуска възможност за свобода. Фаталната необходимост, присъща на европейското разбиране за съдбата, липсва, тъй като се предполага, че предопределението може да бъде променено или избягнато. Древните китайски философи (Конфуций) считат за задължение на „благородния мъж“ да научи всички „небесни повеления“, но да следва само правилните .
В съвременния китайски език към знака ming се добавя 运 yun (юн), което е идеята за движение, на промяната. По този начин понятието за съдба е още по-релативизирано; съдбата може да се промени, в много отношения тя е на милостта на човешките усилия, най-важното е човек да се държи правилно и добре. Но китайците не свързват съдбата със съдбата (случайност), обозначавайки го като отделна дума ou („съвпадение“, „изненада“) . В текст на съвременна българска музикална група също се среща идеята „съдбата си играе със съдбата на съдба“.

## Съдбата при арабите
Доислямските араби имат две идеи за съдбата: мана – специфичен личен дял на всеки, и Дахрун – безлично време, което доминира целия свят. В Корана те най-често са отричани в полза на новата концепция за съдбата – Кадар – божественото предопределение, абсолютната воля на Аллах. Замяната на езическото разбиране за сляпата съдба, Аллах, в разбирането на мюсюлманите, въплъщава най-висшата справедливост, макар и не винаги ясна за човека. В очакването на превратностите на неизвестната воля на божеството и изчакването на неговата справедлива милост помага сабр – смело, благочестиво търпение .

## Съдбата в християнския свят
Християнството вярва в един всемогъщ Бог, комуто е подвластно всичко, така че няма място за съдбата като сила, независима от Бога. За съдба може да се смятат Божиите решения. Някои събития са предопределени от волята Божия, други се извършват по волята на човека, на когото Бог е дал свобода.

## Съдбата в произведения на изкуството
Вярата на древните гърци в съдбата е изразена в трагедията „Едип цар“ от Софокъл.